# Marko Križevčanin
Marko Križevčanin sau Marco Križevčanin sau Marko Krizin, iar în maghiară Kőrösi Márk (Križevci, circa 1589 – Cașovia, 7 septembrie 1619) a fost un preot croat romano-catolic, profesor de teologie și misionar, care a activat în secolul al XVII-lea. În contextul Războiului de Treizeci de Ani, a fost torturat și ucis, împreună cu Ștefan Pongrácz și Melchior Grodziecki de soldați ai lui Gábor Bethlen, principe al Transilvaniei. Toți trei au fost beatificați în 1905 de papa Pius al X-lea și sanctificați de papa Ioan Paul al II-lea în 1995.
Sărbătoarea lor a fost stabilită pentru 7 septembrie, în fiecare an.

## Galerie de imagini

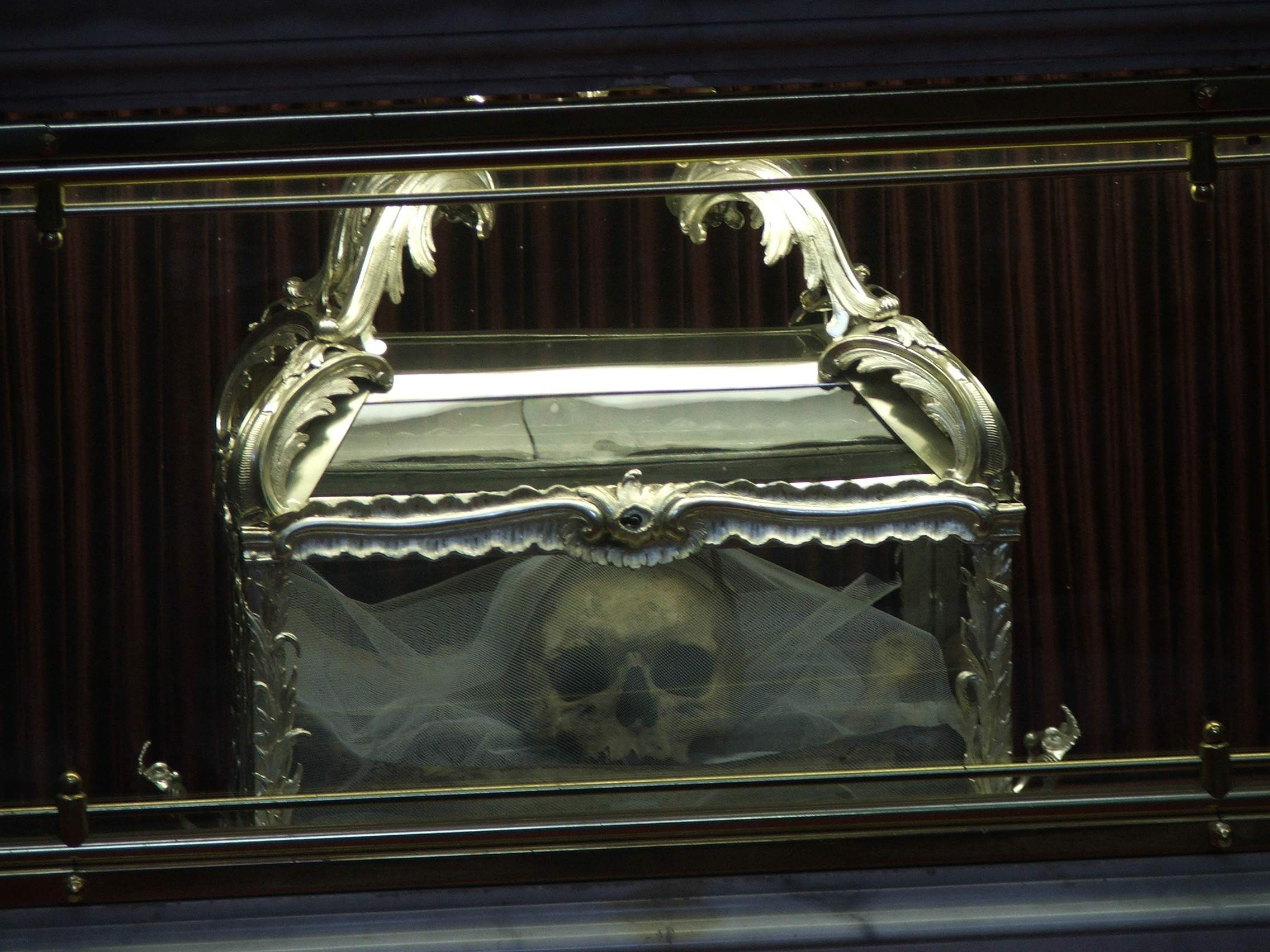
Relicvele / Moaștele sfântului Marko Križevčanin / Kőrösi Márk, în Bazilica din Esztergom, Ungaria